# Disabilità e povertà
Disabilità e povertà designa la situazione al contempo di povertà e di disabilità della popolazione umana.
La popolazione più povera del mondo ha una probabilità significativamente maggiore di avere o di incorrere in una disabilità nel corso della propria vita rispetto alle popolazioni economicamente più privilegiate. Il tasso di disabilità all'interno delle nazioni povere è notevolmente superiore a quello riscontrato nei paesi più sviluppati . Dall'inizio degli anni 2010 sono in corso ricerche crescenti a sostegno di un'associazione diretta tra disabilità e povertà e di un ciclo attraverso il quale la povertà e la disabilità si rafforzano a vicenda. Le menomazioni fisiche, cognitive, mentali, emotive, sensoriali o dello sviluppo in modo indipendente o in coppia tra loro possono aumentare la probabilità di impoverirsi, mentre vivere in povertà può aumentare il potenziale di avere o acquisire bisogni speciali in qualche modo. 

## Estensione

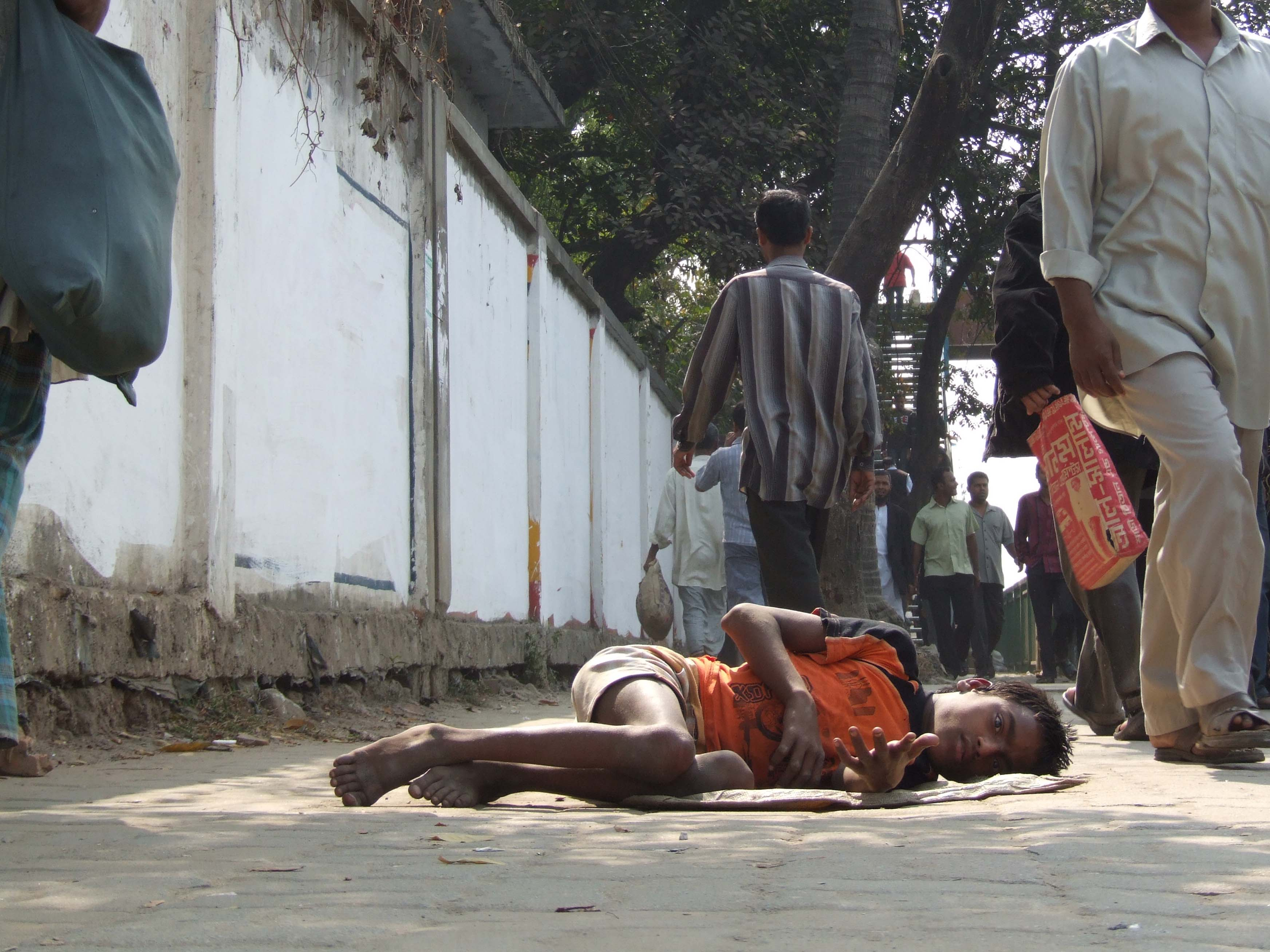
Uomo con disabilità in Bangladesh

Numerosi studi hanno dimostrato la presenza di un tasso significativo di disabilità tra le persone che vivono in condizioni di povertà . Le prove sull'associazione tra disabilità e povertà sono state recentemente riviste nel primo rapporto delle Nazioni Unite su disabilità e sviluppo "Rapporto sulle disabilità e lo sviluppo delle Nazioni Unite". L'associazione tra disabilità e povertà si è dimostrata più forte quando la povertà è misurata in modo multidimensionale, ossia come privazioni multiple rispetto a quando viene misurato attraverso le spese di reddito o di consumo.
L'ex presidente della Banca mondiale James Wolfensohn ha dichiarato che questa connessione rivela un legame che dovrebbe essere interrotto. Finora sono stati ampiamente trascurati nell'agenda dello sviluppo, ma la recente attenzione alle strategie di riduzione della povertà è un cambiamento unico per ripensare e riscrivere tale agenda. " Il legame tra disabilità e sviluppo è stato ulteriormente sottolineato da Judith Heumann, il primo consulente della Banca mondiale per i diritti della disabilità internazionale, che ha indicato che dei 650 milioni di persone che vivono con disabilità oggi l'ottanta per cento vive nei paesi in via di sviluppo. Inoltre, alcune indagini di ricerca di comprovato impatto sociale stanno aprendo sedi che portano a stabilire fattori abilitanti per interrompere il ciclo di privazione affrontato dai poveri con disabilità. Secondo il Dipartimento per lo sviluppo internazionale del Regno Unito, 10.000 persone con disabilità muoiono ogni giorno a causa della povertà estrema, dimostrando che la connessione tra questi due costrutti è particolarmente problematica e radicata.

## Le cause
Secondo la Banca mondiale, "Le persone con disabilità sperimentano in media una serie di risultati di natura socioeconomica peggiori rispetto alle persone senza disabilità, come meno istruzione, peggiori risultati di salute, meno occupazione e tassi di povertà più elevati". I ricercatori hanno dimostrato che questi risultati ridotti possono essere attribuiti a una miriade di barriere istituzionali e altri fattori. Inoltre, è stato previsto che la prevalenza delle disabilità nelle popolazioni povere segua uno schema ciclico secondo il quale coloro che vivono in condizioni di povertà hanno maggiori probabilità di acquisire una disabilità e quelli che hanno una disabilità hanno maggiori probabilità di impoverirsi. 

### Il circolo vizioso
Esperti del Consiglio delle persone disabili del Regno Unito attribuiscono il legame tra disabilità e povertà a molti fattori sistemici che promuovono un "circolo vizioso". Le statistiche affermano la natura che si rafforza a vicenda per esigenze speciali e basso status socioeconomico, dimostrando che le persone con disabilità hanno molte più probabilità di diventare povere e le persone che sono povere hanno una probabilità significativamente maggiore di diventare disabili. Le barriere presentate per le persone con disabilità possono indurre le persone a non avere accesso a risorse essenziali. 
Gli esperti affermano che questo ciclo è perpetuato principalmente dalla mancanza di libero arbitrio offerto a coloro che vivono in condizioni di povertà. Le poche opzioni disponibili per i poveri spesso richiedono che queste persone si mettano in pericolo, determinando di conseguenza un aumento dell'acquisizione di menomazioni prevenibili. Vivere in condizioni di povertà mostra anche di ridurre l'accesso di un individuo ai servizi sanitari preventivi, il che si traduce in un aumento dell'acquisizione di disabilità potenzialmente prevenibili. In uno studio condotto da Oxfam, l'organizzazione ha scoperto che oltre la metà dei casi di cecità infantile e disturbi dell'udito in Africa e in Asia erano considerati prevenibili o curabili.
Il pregiudizio contro le persone con disabilità, altrimenti chiamato abilismo, è dimostrato di essere un danno significativo per le persone in questa popolazione. Secondo uno studio che segue la vita dei bambini con disabilità in Sudafrica, i bambini del campione descrivono "la discriminazione da altri bambini e adulti in metallo nella comunità come il loro problema quotidiano più significativo".
Ulteriori forme di discriminazione possono portare la disabilità ad essere più pressante nelle popolazioni già emarginate . È stato riscontrato che le donne e le persone appartenenti a determinati gruppi etnici con disabilità soffrono maggiormente di discriminazione e ne subiscono effetti negativi. Alcuni ricercatori attribuiscono questo a ciò che credono sia un "doppio rifiuto" di ragazze e donne che sono disabili sulla base del loro sesso insieme ai loro bisogni speciali. Gli stereotipi che accompagnano entrambi questi attributi portano le donne con disabilità a essere viste come particolarmente dipendenti dagli altri e servono ad amplificare l'idea sbagliata di questa popolazione come onerosa.  In uno studio condotto da Oxfam, sono state evidenziate le conseguenze sociali di avere una disabilità mentre apparteneva a una popolazione già emarginata, affermando: “Una donna disabile subisce un handicap multiplo. Le sue possibilità di matrimonio sono molto ridotte ed è molto probabile che sia condannata a un'esistenza crepuscolare come aggiunta non produttiva alla famiglia della sua nascita ... non c'è da meravigliarsi se molte bambine disabili non sopravvivono. "  Inoltre, le donne con disabilità sono particolarmente sensibili agli abusi. Un sondaggio delle Nazioni Unite del 2004 a Orissa, in India, ha rilevato che ogni donna con disabilità nel proprio campione aveva subito qualche forma di abuso fisico. Questa doppia discriminazione si dimostra anche prevalente nelle nazioni più industrializzate. Negli Stati Uniti, ad esempio, il 72% delle donne con disabilità vive al di sotto della soglia di povertà. La discriminazione intensificata che le persone con disabilità possono subire a causa del loro sesso è particolarmente importante da considerare quando si tiene conto del fatto che, secondo l'Organizzazione per la cooperazione e lo sviluppo economico, le donne segnalano un'incidenza maggiore di disabilità rispetto agli uomini.
La discriminazione istituzionale esiste anche in quanto esistono politiche esistenti nelle organizzazioni che provocano disuguaglianze tra una persona disabile e una persona non disabile.

### Assistenza sanitaria
Un'altra ragione per cui le persone che vivono con disabilità sono spesso impoverite sono gli alti costi medici associati ai loro bisogni. Uno studio, condotto nei villaggi dell'India meridionale, ha dimostrato che il costo annuale delle cure e delle attrezzature necessarie per le persone con disabilità nell'area variava da tre giorni di reddito a un valore superiore ai due anni, con un importo medio speso in servizi essenziali totali tre mesi di reddito. Questa cifra non tiene conto del lavoro non retribuito dei caregiver che devono fornire assistenza dopo queste procedure e dei costi di opportunità che portano a una perdita di reddito durante infortuni, interventi chirurgici e riabilitazione. Gli studi riportati dagli antropologi medici Benedicte Ingstad e Susan Reynolds Whyte hanno anche dimostrato che l'accesso alle cure mediche è significativamente compromesso quando si manca la mobilità. Riferiscono che oltre alle spese mediche dirette associate a bisogni speciali, l'onere del trasporto ricade soprattutto sulle persone con disabilità.  A causa di queste barriere, sia economiche che fisiche, si stima che solo il 2% delle persone con disabilità abbia accesso a servizi di riabilitazione adeguati.
L'inaccessibilità dell'assistenza sanitaria per coloro che vivono in condizioni di povertà ha un impatto sostanziale sul tasso di disabilità all'interno di questa popolazione. Gli individui che vivono in condizioni di povertà affrontano maggiori rischi per la salute e spesso non sono in grado di ottenere un trattamento adeguato, il che li rende significativamente più propensi ad acquisire una disabilità durante la loro vita.  Le barriere finanziarie non sono gli unici ostacoli che devono affrontare coloro che vivono in condizioni di povertà. La ricerca mostra che questioni di inaccessibilità geografica, disponibilità e limitazioni culturali forniscono tutti ostacoli sostanziali all'acquisizione di cure adeguate per le popolazioni dei paesi in via di sviluppo. I disturbi specifici del sesso sono particolarmente dannosi per le donne che vivono in condizioni di povertà. L'Organizzazione Mondiale della Sanità stima che ogni anno 20 milioni di donne acquisiscono disabilità a causa di complicazioni durante la gravidanza e il parto che potrebbero essere significativamente mitigate con adeguate cure mediche prenatali, parto e postnatali. Altre barriere all'assistenza sono presenti nella mancanza di trattamenti sviluppati per colpire le malattie della povertà . Gli esperti affermano che le malattie che colpiscono più comunemente le persone in condizioni di povertà attraggono il minor finanziamento alla ricerca. Questa discrepanza, nota come gap 10/90, rivela che solo il 10 percento della ricerca sanitaria globale si concentra su condizioni che rappresentano il 90 percento del carico globale della malattia.

## Implicazioni
La relazione tra disabilità e povertà è vista da molti come particolarmente problematica dato che pone le persone con i maggiori bisogni in una posizione in cui hanno accesso al minor numero di risorse. I ricercatori delle Nazioni Unite e la Yale School of Public Health fanno riferimento al legame tra disabilità e povertà come una manifestazione di una profezia che si autoavvera in cui l'assunzione che questa popolazione è un drenaggio di risorse porta la società a negare loro l'accesso a strade di successo . Tale esclusione degli individui sulla base delle loro esigenze speciali, a sua volta, nega loro l'opportunità di dare contributi significativi che confutano questi stereotipi. Oxfam afferma che la causa di questo ciclo negativo è in gran parte da ricercarsi in una grave sottovalutazione del potenziale detenuto da persone con disabilità e alla mancanza di consapevolezza delle possibilità che ogni persona può avere se fossero presenti e vengano fornite tutte le risorse adeguate.
L'inizio precoce di morti prevenibili è stato dimostrato come una conseguenza significativa della disabilità per coloro che vivono in condizioni di povertà. I ricercatori dimostrano che le famiglie prive di un'adeguata agenzia economica non sono in grado di prendersi cura di bambini con esigenze mediche speciali, con conseguenti decessi prevenibili. In periodi di difficoltà economiche, gli studi mostrano che le famiglie possono deviare le risorse dai bambini con disabilità perché gli investimenti nel loro sostentamento sono spesso percepiti come un investimento che i custodi non possono permettersi di fare. Benedicte Ingstad, un antropologo che ha studiato le famiglie con un membro con disabilità, ha affermato che ciò che alcuni potrebbero considerare l'abbandono delle persone con disabilità "era principalmente un riflesso delle difficoltà generali in cui viveva la famiglia". Uno studio condotto da Oxfam ha scoperto che il rifiuto di un bambino con disabilità non era raro nelle aree di estrema povertà . Il rapporto ha continuato a dimostrare che l'abbandono dei bambini con disabilità era lungi dall'essere una scelta deliberata, ma piuttosto una conseguenza della mancanza di risorse essenziali.  L'organizzazione termina quindi affermando che se le famiglie avessero la capacità di prendersi cura dei bambini con bisogni speciali, lo farebbero volentieri, ma spesso l'incapacità di accedere a risorse cruciali impedisce loro di amministrare le cure adeguate.

## Iniziative in corso
Le iniziative a livello locale, nazionale e transnazionale che affrontano la connessione tra povertà e disabilità sono estremamente rare. Secondo le Nazioni Unite, solo 45 paesi in tutto il mondo hanno leggi antidiscriminazione e altre leggi specifiche sulla disabilità. Inoltre, gli esperti indicano il mondo occidentale come una dimostrazione che l'associazione tra povertà e disabilità non si dissolve naturalmente attraverso il processo di sviluppo.
Il difensore dei diritti della disabilità James Charlton afferma che è fondamentale integrare meglio le voci delle persone con disabilità nel processo decisionale. La sua letteratura sui diritti della disabilità ha reso popolare lo slogan "Niente di noi senza di noi", evidenziando la necessità di garantire che le persone più colpite dalla politica abbiano una mano equa nella sua creazione. Questa necessità di agenzia è una questione particolarmente saliente per coloro che hanno bisogni speciali che sono spesso stereotipati negativamente come dipendenti dagli altri.  Il movimento afferma che, a meno che questi ostacoli non vengano corretti, il legame tra disabilità e povertà continuerà a persistere.
L'occupazione è vista come un agente critico nel ridurre lo stigma e aumentare la capacità nella vita delle persone con disabilità. La mancanza di opportunità attualmente disponibili mostra di perpetuare il circolo vizioso, facendo cadere in povertà le persone con disabilità. Per rispondere a queste preoccupazioni, molte recenti iniziative hanno iniziato a sviluppare strutture occupazionali più inclusive. Ne è un esempio il progetto Ntiro per l'occupazione sostenuta e inclusiva. Situato in Sudafrica, il progetto mira a eliminare i modelli segragazionalisti prevalenti nel paese attraverso sforzi coordinati tra distretti, ONG e organizzazioni comunitarie. Il modello sottolinea l'istruzione e associa le persone con disabilità intellettive ai tutor fino a quando non hanno sviluppato le competenze necessarie per svolgere i loro ruoli in modo indipendente. Il programma quindi abbina le persone con i datori di lavoro locali.
Le Nazioni Unite sono state in prima linea nell'iniziare una legislazione che mira a scoraggiare l'attuale disabilità delle persone con disabilità nella società, in particolare quelle in condizioni di povertà. Nel 1982 le Nazioni Unite hanno pubblicato il Programma mondiale d'azione sulle persone con disabilità, che afferma esplicitamente "Dovrebbero essere compiuti sforzi particolari per integrare le persone con disabilità nel processo di sviluppo e che pertanto sono essenziali misure efficaci per la prevenzione, la riabilitazione e l'equalizzazione delle opportunità". Questa dottrina ha posto le basi per il decennio ONU della persona disabile dal 1983 al 1992, dove, alla sua chiusura, l'Assemblea Generale ha adottato le Regole standard per l'equalizzazione delle opportunità per le persone con disabilità . I sostenitori quindi affermano che questi movimenti per conto delle Nazioni Unite hanno contribuito a facilitare una politica di sviluppo più inclusiva e hanno portato i diritti della disabilità in primo piano.

## Critiche
I critici affermano che il rapporto tra disabilità e povertà può essere sopravvalutato. Le varie differenze culturali nella definizione di disabilità, la distorsione che porta a stime più generose da parte dei ricercatori e la variabilità nelle incidenze che non sono spiegate tra i paesi sono tutte ipotizzate parte di questa errata caratterizzazione.
Questi fattori portano alcune organizzazioni a concludere che la proiezione secondo cui il 10% della popolazione mondiale appartiene alla comunità di persone con disabilità è del tutto troppo ampia. La speculazione sulla proiezione di un tasso di disabilità del 10% ha portato altri studi indipendenti a raccogliere risultati diversi. L'Organizzazione mondiale della sanità ha aggiornato la sua stima al 4 percento per i paesi in via di sviluppo e al 7 percento per i paesi industrializzati. USAID mantiene il dato iniziale del 10 percento, mentre le Nazioni Unite elaborano metà di quel tasso con una proiezione del 5 percento.
L'argomento secondo cui lo sviluppo dovrebbe essere incanalato per migliorare l'agenzia delle persone con disabilità è stato contestato per diversi motivi. In primo luogo, i critici sostengono che lo sviluppo è attuato per sfruttare il potenziale che la maggior parte degli individui in questa popolazione non possiede. In secondo luogo, è stato fatto il caso che i costi dell'assistenza sanitaria per molte persone con bisogni speciali siano semplicemente troppo grandi per essere sostenuti dal governo o dalle ONG, specialmente per quanto riguarda le economie emergenti. Inoltre, non vi è alcuna garanzia che l'investimento nella riabilitazione di un individuo comporti un cambiamento sostanziale nella sua agenzia. Infine è la proposta di priorità.
È stata anche formulata una critica rispetto alle potenziali soluzioni. Per quanto riguarda l'attuazione del cambiamento attraverso la politica, i critici hanno notato che la debolezza giuridica dei documenti delle Nazioni Unite e la mancanza di risorse disponibili per aiutare nella loro attuazione hanno portato a una lotta per raggiungere gli obiettivi stabiliti dall'Assemblea Generale. Altri studi hanno dimostrato che la politica a livello nazionale non ha necessariamente comportato notevoli miglioramenti in questi paesi. Uno di questi esempi è rappresentato dagli Stati Uniti in cui i sociologi Esther Wilder e William Walters affermano che "l'impiego di persone con disabilità è aumentato solo marginalmente da quando è stato approvato l'American Disabilities Act". L'impatto di minor misura del previsto dell'ADA e di altre iniziative politiche è visto come un difetto critico nella legislazione.